# Fensfjorden

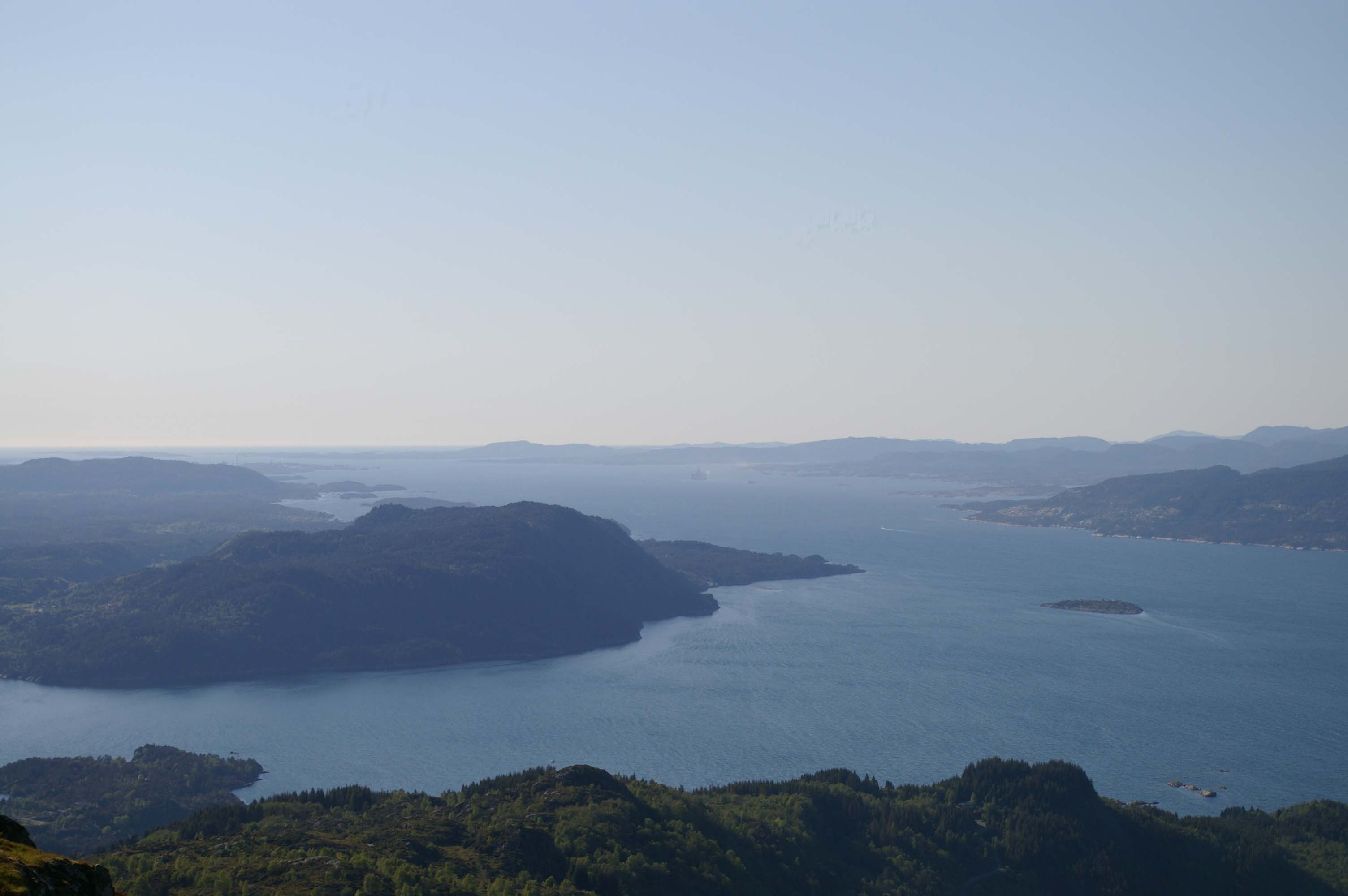
Fensfjorden (längst ut) och Austfjorden (nära) sett från Djupdalseggane, Lindås, Hordaland, Norge.

Fensfjorden är en fjord i Vestland fylke i västra Norge. Mynningen mot väster ligger vid Holmengrå, en bit söder om Sognefjorden. Fensfjorden fortsätter 30 kilometer mot sydost innan den går över i Austfjorden. Mot nordost ligger en fjordarm, Masfjorden. Fjorden är tre till fem kilometer bred. På sydsidan ligger kommunerna Fedje, Austrheim och Alver och på nordsidan kommunerna Gulen och Masfjorden.
Fartygstrafiken är stor i fjordens yttersta del in till oljeraffinaderiet i Mongstad som är Norges största hamn mätt i tonnage  och Nordeuropas näst största oljehamn.
Vid Fensfjorden finns sandsten från devontiden, som tillsammans med Solund, Kvamhesten, Håsteinen och Hornelen utgör devonfälten på Vestlandet, som är den viktig del av Norges geologi.